# Marcelo Bielsa
Marcelo Alberto Bielsa (Rosário, 21 de julho de 1955) é um treinador e ex-futebolista argentino que atuava como zagueiro. Atualmente comanda a Seleção Uruguaia.

## Carreira

### Newell's Old Boys
Apelidado de El loco Bielsa, teve uma curta carreira como jogador e atuou como zagueiro. Defendeu o Newell's Old Boys, da primeira divisão argentina, o Instituto e o Argentino de Rosário, mas logo se aposentou e ingressou na carreira de treinador. Iniciou comandando o próprio Newell's, levando o time a alguns títulos na década de 1990.

### Seleção Argentina
Em 1998, depois de um período de quatro anos no comando de Daniel Passarella, Bielsa assumiu o comando da Seleção Argentina. Nas Eliminatórias da Copa do Mundo, a Albiceleste foi a 1ª colocada e classificou-se com folga para a Copa do Mundo de 2002. No entanto, mesmo contando com grandes craques como Ariel Ortega, Juan Sebastián Verón, Hernán Crespo e Gabriel Batistuta, a Argentina decepcionou na competição realizada na Ásia, sendo eliminada na primeira fase. Depois disso, os Albicelestes foram vice-campeões na Copa América de 2004 e medalha de ouro nas Olimpíadas de 2004.
Surpreendendo a todos, Bielsa decidiu abandonar o seu cargo em setembro de 2004 alegando questões pessoais, mesmo tendo conquistado pouco tempo antes a medalha de ouro. José Pékerman assumiu a Seleção Argentina.

### Seleção Chilena
No ano de 2007, foi contratado para ser técnico da Seleção Chilena, fazendo uma bela estruturação e campanha para conquistar a vaga na Copa do Mundo de 2010.
No Mundial realizado na África do Sul, o Chile estreou derrotando Honduras por 1 a 0, voltando a vencer em uma Copa do Mundo após 48 anos de espera. Nas duas partidas seguintes, uma nova vitória por 1 a 0, dessa vez contra a Suíça, e uma derrota por 2 a 1 para a Espanha, que viria a ser campeã do torneio. Classificados em segundo lugar no grupo H, atrás apenas dos espanhóis, os chilenos foram eliminados nas oitavas de final, após uma derrota por 3 a 0 para o Brasil comandado por Dunga.
Em 4 de novembro de 2010, após eleição para presidência da Associação Chilena, Bielsa e Jorge Segovia trocaram farpas algumas semanas antes na imprensa. Em outras acusações, o novo chefão da ANFP disse que o técnico do Chile na última Copa do Mundo era uma figura patética. “El Loco”, por sua vez, disse que Segovia manipulou o resultado das eleições.

### Athletic Bilbao

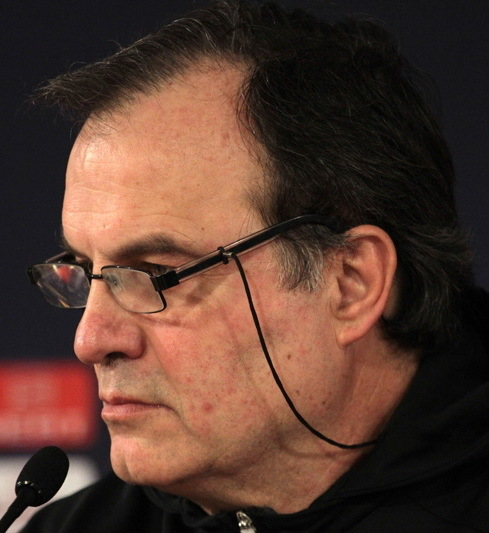
Bielsa em 2012

Após deixar o comando da Seleção Chilena, Bielsa assumiu o Athletic Bilbao, da Espanha, em 2011. No time basco, tornou-se ídolo da torcida por recolocar a equipe nos holofotes do futebol europeu, ao conduzir o Bilbao para uma campanha memorável na Liga Europa da UEFA, eliminando times como Paris Saint-Germain, Manchester United e Sporting, levando o time Basco à final da competição. Na mesma temporada, também levou o Athletic à final da Copa do Rei. Apesar de perder as duas finais, Bielsa teve uma temporada muito positiva e um grande reconhecimento pelo seu trabalho, no qual se via um padrão de jogo envolvente e muito bem executado. Na temporada seguinte, Bielsa renovou seu contrato, mas o Athletic não conseguiu repetir os mesmos resultados e em 7 de junho, após muitas especulações e algumas polêmicas, deixou o comando do time basco.

### Olympique de Marseille
Assumiu o comando do Olympique de Marseille no dia 2 de maio de 2014, fechando por duas temporadas. O clube terminou na quarta posição na Ligue 1 de 2014–15. Porém, após a primeira rodada da Ligue 1 da temporada 2015–16, Bielsa pediu demissão.

### Lazio
Em 6 de julho de 2016, foi confirmado como novo treinador da Lazio. Entretanto, desistiu de comandar a equipe apenas dois dias após ser anunciado pelo clube. A decisão surpreendente foi anunciada pelo próprio clube italiano, em breve comunicado divulgado no dia 8 de julho.

### Lille
Em 24 de maio de 2017, assinou com o Lille, da França, mas em 15 de dezembro, após ficar um mês com o contrato suspenso, rescindiu oficialmente.

### Leeds United
No dia 15 de junho de 2018, Bielsa foi confirmado no Leeds United, da Inglaterra, assinando contrato por dois anos. Depois de dezesseis anos longe da Premier League, o treinador conseguiu trazer o Leeds de volta à elite da Inglaterra após ser campeão da EFL Championship, a segunda divisão do futebol inglês.
Após um desempenho ruim com a equipe em 2022, chegando a sofrer uma goleada de 4 a 0 para o Tottenham no dia 26 de fevereiro, Bielsa teve a sua demissão anunciada no dia seguinte. O argentino deixou o clube na 16ª posição da Premier League, com cinco vitórias, oito empates e treze derrotas.

### Uruguai
Livre no mercado desde que deixou o Leeds, foi anunciado pela Seleção Uruguaia no dia 15 de maio de 2023.

## Vida pessoal
Seu irmão Rafael Bielsa é um político (a partir da metade de 2006, senador da província de Buenos Aires), enquanto sua irmã María Eugenia foi vice-governadora da província de Santa Fé entre 2003 e 2007, tendo como governador Jorge Obeid.

## Títulos como treinador
Newell's Old Boys
- Campeonato Argentino: 1990–91 e 1992 (Clausura)

Vélez Sársfield
- Campeonato Argentino: 1998 (Clausura)

Leeds United
- EFL Championship: 2019–20

Seleção Argentina Sub-23
- Torneio Pré-Olímpico: 2004
- Medalha de ouro nos Jogos Olímpicos: 2004

### Prêmios individuais
- Melhor Treinador do Mundo da IFFHS: 2001[19]